# 珸瑤瑁村
珸瑤瑁村（日语：／ Goyōmai mura */?）為過去位於日本北海道根室支廳東部的行政區劃，轄區位於根室半島的最東側，已於1915年4月1日與齒舞群島上的齒舞村、沖根邊村、婦羅理村、沖根婦村、友知村合併為新設立的齒舞村。
名稱源自阿伊努語的「koy-oma-i」，意思是「有波浪的地方」。
其過去的轄區包括目前根室市的納沙布、珸瑤瑁1-3丁目、豐里、溫根元。

## 歷史
- 1915年4月1日：齒舞村、沖根邊村、婦羅理村、沖根婦村、友知村、珸瑤瑁村合併為新設立的齒舞村[2]，地名成為「齒舞村大字珸瑤瑁村」。
- 1959年4月1日：齒舞村併入根室市，地名再度改為「根室市大字珸瑤瑁村」。
- 1968年：根室市廢除使用大字，珸瑤瑁村的名稱不再被使用。